# 아키모토 코즈에
아키모토 코즈에(일본어: 秋元 梢, 1987년 7월 27일~)는 일본의 모델이다.
아버지는 스모 선수인 지요노후지이고, 남편은 배우인 마츠다 쇼타이다.